# Ctenichneumonops caerulamoenus
Ctenichneumonops caerulamoenus är en stekelart som beskrevs av Heinrich 1967. Ctenichneumonops caerulamoenus ingår i släktet Ctenichneumonops och familjen brokparasitsteklar. Utöver nominatformen finns också underarten C. c. merumontis.